# Mam (volk)
De Mam of Mame (Mam: Qyool) zijn een Mayavolk woonachtig in Guatemala en Mexico. Er zijn ongeveer 640.000 Mam, waarvan 617,171 in Guatemala en 23.812 in Mexico.
De Mam leven in het westen van Guatemala en het aangrenzende gebied van Chiapas in Mexico. Hun oude hoofdstad was Zaculeu (Mam: Saqulew). De meeste Mam zijn arm en leven verspreid in kleine dorpen in de bergen.
Achi · Acateken · Aguacateken · Chuj · Garifuna · Ch'orti' · Itza · Ixil · Jacalteken · K'iche' · Kaqchikel · Lacandón · Mam · Mopan · Poqomam · Poqomchi' · Q'anjob'al · Q'eqchi' · Sacapulteken · Sipakapense · Tectiteken · Tz'utujil · Uspanteken · Xinka